# Stiftenhöfte
Stiftenhöfte ist ein Ortsteil der Gemeinde Prinzhöfte, die zur Samtgemeinde Harpstedt im niedersächsischen Landkreis Oldenburg  gehört.

## Geografie
Stiftenhöfte liegt einen Kilometer südlich des Kernbereichs von Prinzhöfte und zwei Kilometer nördlich des Kernbereichs von Harpstedt. Östlich fließt die Delme. 
Der Ort liegt zwei Kilometer südlich der A 1.